# Печатников переулок
Печа́тников переу́лок (до 1907 — Пильников переулок) — переулок в центре Москвы в Мещанском районе между Трубной улицей и Сретенкой.

## Происхождение названия
Название 1907 года (первоначальная форма — Печатниковский переулок) сохраняет название Печатной слободы XVII века, где жили мастера Печатного двора. С начала 1820-х годов до 1907 года — Пильников переулок, по фамилии одного из местных домовладельцев.

## История

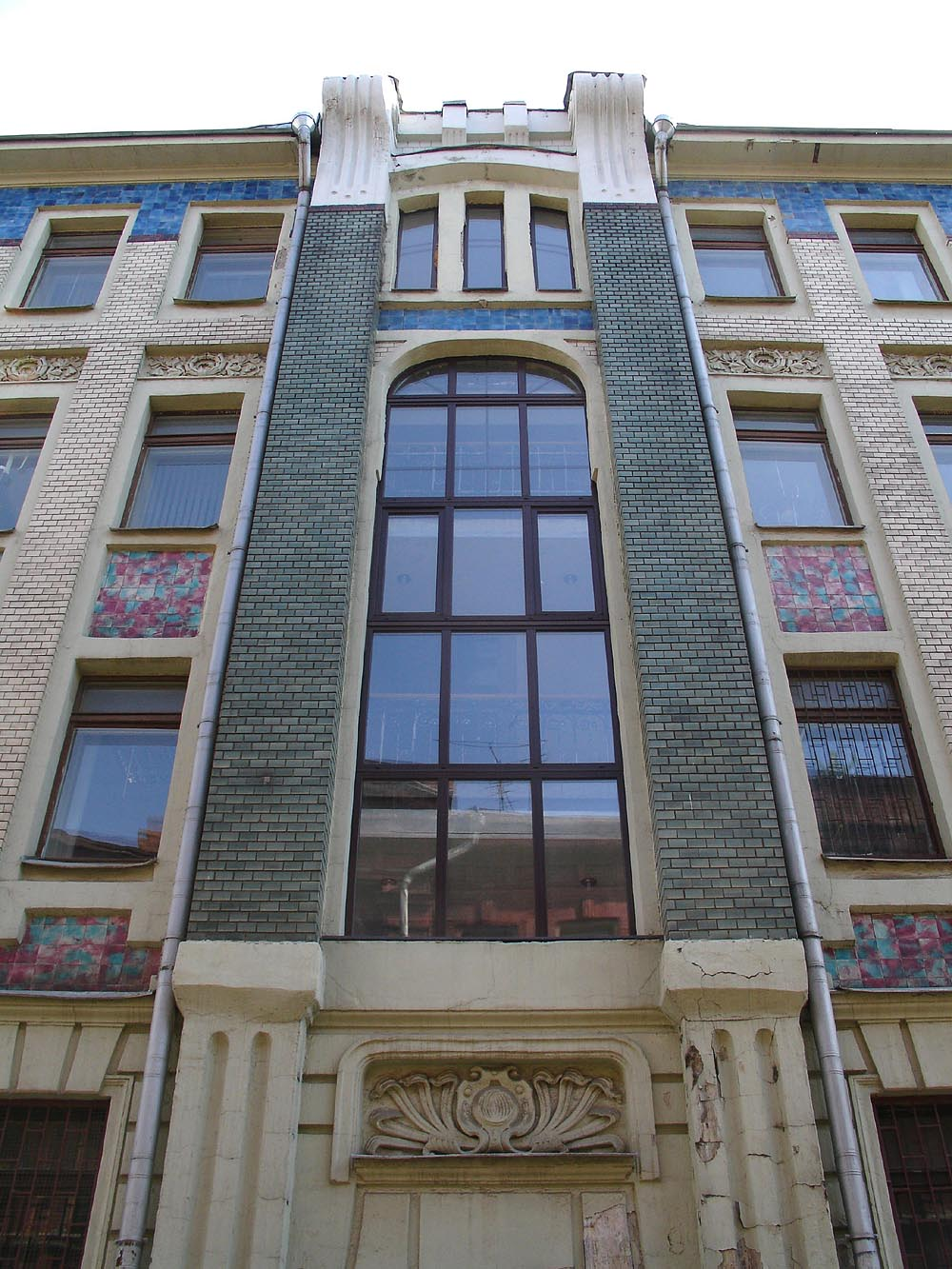
Доходный дом Н. И. Пузанкова (№ 18, стр. 1). Фрагмент фасада

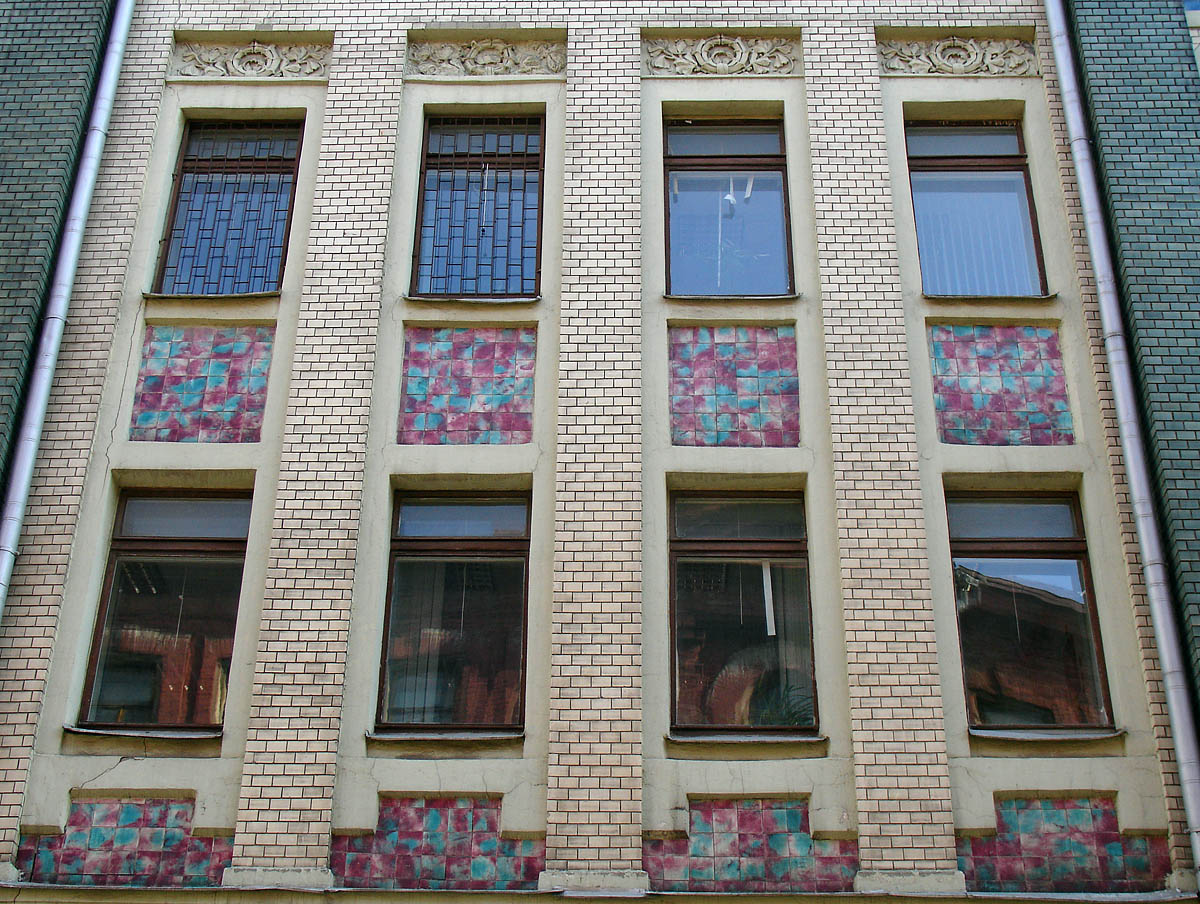
Доходный дом Н. И. Пузанкова. Мозаика.

Печатников переулок — первый от Рождественского бульвара из переулков, соединяющих Трубную улицу и Сретенку. Назван по печатникам, жившим недалеко от своей приходской церкви Успения, «что в Печатниках», здание которой сохранилось (Сретенка, 3). Современный облик переулка, как, и соседних, складывался, в основном, начиная с середины XIX века. Тогда вместо деревянных домов здесь появились небольшие каменные, которые, в свою очередь, уступили место высоким доходным зданиям начала XX века. Немало строилось в этих местах и в советское время, особенно в 1920-е и в начале 1930-х годов.
В Печатниковом переулке находится украшенный фасад небольшого двухэтажного дома (№ 7). Пётр Сысоев, разбогатевший крестьянин Московской губернии, приобрёл этот домик, и в 1896 году решил его украсить, не скупясь на расходы. В довершение отделки Сысоев заказал вылепить свои инициалы «ПС» в окружении кариатид под карнизом дома. Выделяются также четырёхэтажное, отделанное керамикой здание (№ 18, 1910 г., архитектор О. О. Шишковский) и рядом с ним самый высокий дом в переулке (№ 22) с гигантским, в несколько этажей, ордером (1912, архитектор П. П. Крюков), в котором жила актриса и режиссёр М. О. Кнебель. На углу Печатникова переулка и Сретенки (дом № 21/9) в меблированных комнатах, находившихся в дворовом флигеле, в 1890-х годах проживал художник А. Я. Головин.

## Описание
Печатников переулок начинается от Трубной улицы и проходит на восток параллельно Колокольникову переулку слева и Рождественскому бульвару справа. Выходит на Сретенку напротив Рыбникова переулка. Это самый первый из семи переулков, соединяющих Трубную и Сретенку.

## Здания и сооружения
По нечётной стороне:

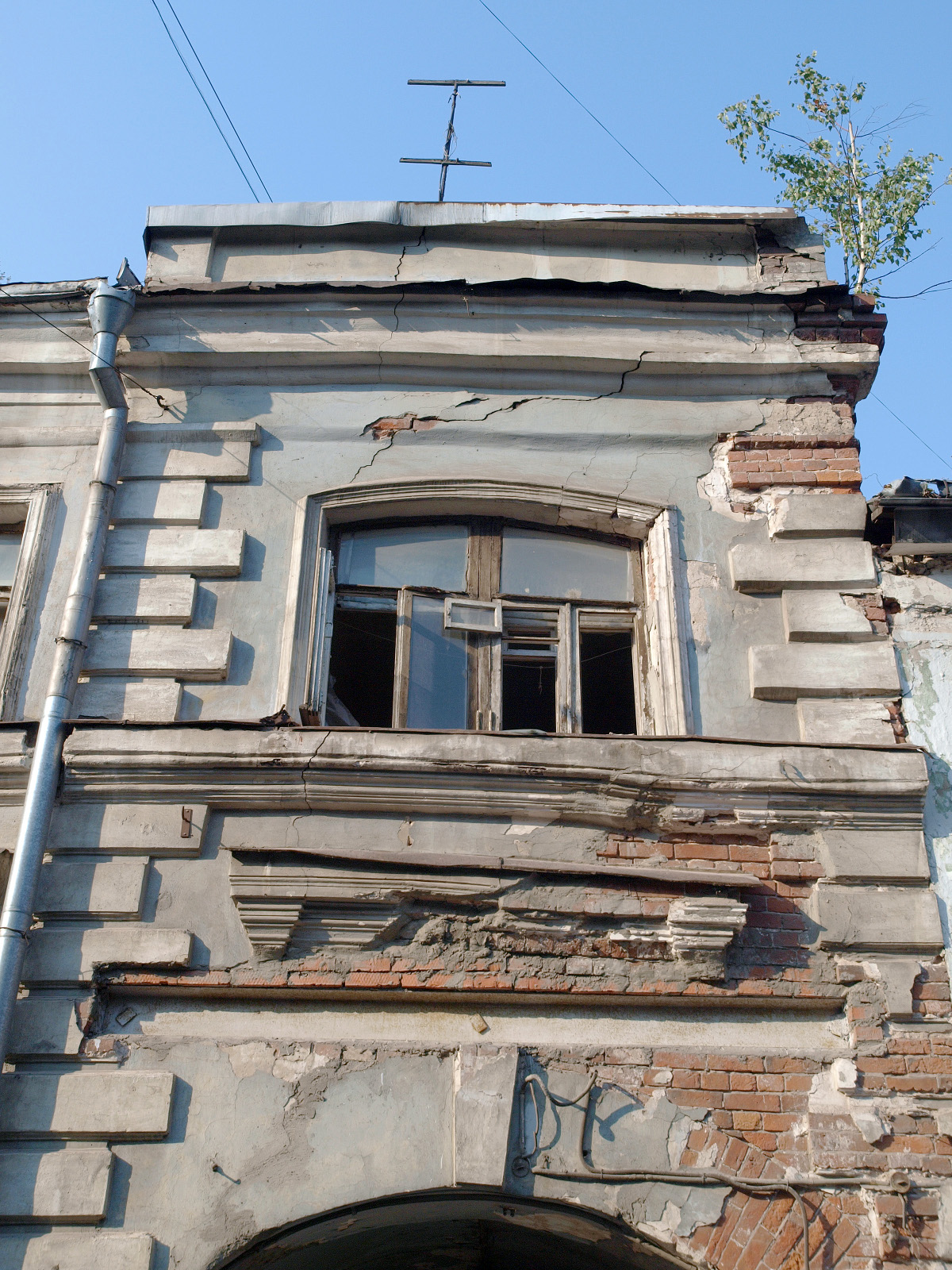
Доходный дом К. В. Кирхгоф — Печатников переулок, дом 5

- № 3 — Доходный дом (1911, архитектор М. Е. Приёмышев)
- № 5 — Доходный дом К. В. Кирхгоф (1892, архитектор А. В. Красильников), Исторически ценный градоформирующий объект (решение № 1/36 от 03.02.2009 заседания секции № 1 Историко-культурного экспертного совета при Комитете по культурному наследию Москвы)[3][4]. Дом был построен в 1892 году, принадлежал купеческой вдове К. В. Кирхгоф. Составляет ансамбль со знаменитым Домом с кариатидами (Печатников пер., 7). Перед революцией в доме жил церковный историк Н. П. Виноградов, дьякон церкви Успения в Печатниках, в 1917—1921 годах — секретарь Церковного отдела Комиссии по делам музеев и охраны памятников при Моссовете. Рядом с ним проживал купец Ф. И. Кулаков, староста той же Успенской церкви[5]. По состоянию на начало 2017 г., дом находился на реконструкции[6]. Заказчик работ — МОО «Дворянский союз»[7][8]. В середине февраля 2017 без разрешительных документов был начат снос дворовой части здания, которая в марте — окончательно снесена. К осени дом разобрали до фасадной стены по карнизу второго этажа, фактически полностью. Департамент культурного наследия на запросы активистов Архнадзора подтверждает согласованное проведение «противоаварийных работ»[9]. С осени 2018 года заказчик работ — ООО «ЛАРИТЭЛЬ» (МОО «Дворянский союз» самоликвидировался). В августе 2018 года фасадная стена обрушена до основания. Дом числится в Чёрной книге Архнадзора как полностью утраченный[6].
- № 7, стр. 1,  памятник архитектуры (региональный) — дом Петра Сысоева (2-я пол. XIX века). Дом был построен купцом Золотарёвым для своей жены, а в 1896 году его владельцем стал разбогатевший крестьянин Пётр Сысоев, искусный лепщик, с помощью архитектора Зубова украсивший фасад и интерьеры дома сохранившейся до настоящего времени лепниной. На фасаде примечательным кариатиды и вензель с инициалами владельца («ПС»). Дом Петра Сысоева можно увидеть в эпизодах фильмов «Двенадцать стульев» и «Завтра была война». К концу 2000-х сильно пострадал от действий арендаторов, при которых были выломаны перегородки с лепниной, уничтожены печи, разобраны перекрытия. В 2012—2013 годах была проведена реставрация особняка[3][10].
- № 11 — доходный дом В. А. Гессе (1902, арх. О. О. Шишковский)
- № 21 — издательство «Новый индекс» (журналы «Театры Москвы. Путеводитель», «Современное право», «Практика исполнительного производства»);

По чётной стороне:
- № 6 — Доходный дом Н. Козновой (1893, архитектор А. Е. Вебер), ценный градоформирующий объект[3]
- № 10 — издательство «Империум Пресс»;
- № 18, стр. 1 — Доходный дом Н. И. Пузанкова (1910, архитектор О. О. Шишковский[11]), заявленный объект культурного наследия[3]. В доме жил писатель Иосиф Дик[12].
- № 18, стр. 2 — издательство «Разбег-В» (журналы «Мир новосела», «Кухни и ванные комнаты»);
- № 18 — Объединённый военный комиссариат района Останкинский (Северо-Восточный округ);
- № 20, строение 1 — Ассоциация независимых региональных издателей;
- № 22 — Доходный дом (1912, архитектор П. П. Крюков), ныне — Жилой дом